# Communauté de communes Entre bois et marais
La communauté de communes Entre bois et marais est une ancienne communauté de communes française, située dans le département du Calvados et la région Normandie.

## Historique
La communauté de communes est créée par arrêté du 1er décembre 2002. Le 1er janvier 2017, Troarn rejoint la communauté urbaine Caen la Mer, Saint-Samson, Touffréville et Escoville la communauté de communes Normandie-Cabourg-Pays d'Auge, tandis que le reste rejoint la communauté de communes Val ès dunes.

## Composition
Elle était composée neuf communes du canton de Troarn :
| Nom                     | Code Insee | Gentilé          | Superficie (km2) | Population (dernière pop. légale) | Densité (hab./km2) |
| ----------------------- | ---------- | ---------------- | ---------------- | --------------------------------- | ------------------ |
| Troarn (siège)          | 14712      | Troarnais        | 11,53            | 3 442 (2022)                      | 299                |
| Banneville-la-Campagne  | 14036      | Bannevillais     | 6,44             | 188 (2022)                        | 29                 |
| Émiéville               | 14237      | Émiévillais      | 3,92             | 626 (2022)                        | 160                |
| Escoville               | 14246      | Escovillais      | 5,18             | 851 (2022)                        | 164                |
| Janville                | 14344      | Janvillois       | 4,44             | 385 (2022)                        | 87                 |
| Saint-Pair              | 14640      | Saint-Pairois    | 3,28             | 245 (2022)                        | 75                 |
| Saint-Pierre-du-Jonquet | 14651      |                  | 8,17             | 291 (2022)                        | 36                 |
| Saint-Samson            | 14657      | Saint-Samsonnais | 3,66             | 313 (2022)                        | 86                 |
| Touffréville            | 14698      | Touffrévillais   | 5,75             | 391 (2022)                        | 68                 |

## Compétences
- Aménagement de l'espace
  - Schéma de cohérence territoriale (SCOT) (à titre obligatoire)
  - Schéma de secteur (à titre obligatoire)
- Développement et aménagement économique
  - Création, aménagement, entretien et gestion de zones d'activité industrielle, commerciale, tertiaire, artisanale ou touristique (à titre obligatoire)
  - Tourisme (à titre obligatoire)
- Développement et aménagement social et culturel
  - Activités culturelles ou socioculturelles (à titre facultatif)
  - Activités périscolaires (à titre facultatif)
  - Activités sportives (à titre facultatif)
  - Établissements scolaires (à titre optionnel)
  - Transport scolaire (à titre facultatif)
- Énergie - Hydraulique (à titre facultatif)
- Environnement
  - Assainissements collectif et non collectif (à titre facultatif)
  - Collecte et traitement des déchets des ménages et déchets assimilés (à titre optionnel)
  - Protection et mise en valeur de l'environnement (à titre optionnel)
- Sanitaires et social - Action sociale (à titre optionnel)

### Administration municipale
| Période  | Période       | Identité             | Étiquette | Qualité                                |
| -------- | ------------- | -------------------- | --------- | -------------------------------------- |
| 2003     | 2013          | Dominique Lefrançois | UMP       | Conseillère régionale, maire de Troarn |
| 2013     | mai 2015      | Jean-Claude Garnier  | SE        | Maire d'Escoville                      |
| mai 2015 | décembre 2016 | Dominique Scelles    | SE        | Maire de Touffréville                  |

## Sources et références
- Le splaf (Site sur la Population et les Limites Administratives de la France)
- La base aspic du Calvados

1. ↑  « Recueil des actes administratifs du 13 janvier 2017 » [PDF], sur le site de la préfecture du Calvados (consulté le 30 juin 2017) : p. 73.
2. ↑  « Recueil des actes administratifs du 5 août 2016 » [PDF], sur le site de la préfecture du Calvados (consulté le 30 juin 2017) : p. 36 (Escoville et Saint-Samson), p. 50 (Touffréville).
3. ↑  « Recueil des actes administratifs du 5 août 2016 » [PDF], sur le site de la préfecture du Calvados (consulté le 30 juin 2017), p. 28.
4. ↑  « Nécrologie à Troarn. L'ancien maire Dominique Lefrançois est décédée », sur ouest-france.fr, Ouest-France (consulté le 31 janvier 2015)
5. ↑  « Procès-verbal de la séance du conseil communautaire de la communaute de communes Entre bois et marais du 18 mai 2015 à 20 h 30 » [PDF], sur static.reseaudesintercoms.fr, la communauté de communes Entre Bois et Marais (consulté le 27 janvier 2016)